# Västra Ingelstad
Västra Ingelstad is een plaats in de gemeente Vellinge in het Zweedse landschap Skåne en de provincie Skåne län. De plaats heeft 703 inwoners (2005) en een oppervlakte van 54 hectare. De plaats wordt grotendeels omringd door akkers. Net ten westen van de plaats ligt de golfbaan Vellinge GK, de plaats Vellinge zelf ligt rond de tien kilometer ten westen van de plaats. Ook ligt de kerk Västra Ingelstads kyrka in de plaats, deze kerk stamt uit de 12de eeuw.

## Verkeer en vervoer
Bij de plaats loopt de Länsväg 101.
Door de plaats loopt de spoorlijn Malmö - Trelleborg zonder station.
Höllviken · Skanör med Falsterbo · Vellinge · Ljunghusen · Hököpinge · Västra Ingelstad · Rängs sand · Gessie villastad · Östra Grevie · Arrie · Vellinge Väster ·  Södra Åkarp · Hököpinge kyrkby · Möllevången · Räng (west) · Mellan-Grevie · Norra Håslöv · Gessie · Räng · Kronan · Västra Grevie